# Helicolepidininae
Helicolepidininae es una subfamilia de foraminíferos bentónicos de la familia Lepidocyclinidae, de la superfamilia Asterigerinoidea, del suborden Rotaliina y del orden Rotaliida. Su rango cronoestratigráfico abarca desde el Luteciense (Eoceno medio) hasta la Burdigaliense (Mioceno inferior).

## Clasificación
Helicolepidininae incluye a los siguientes géneros:
- Eulinderina †
- Helicolepidina †
- Helicostegina †
- Helicosteginopsis †
- Nephrolepidina †
- Polylepidina †

Otros géneros considerados en Helicolepidininae son:
- Cyclolepidina †, aceptado como Nephrolepidina
- Eolepidina †, considerado subgénero de Eulinderina, Eulinderina (Eolepidina)
- Helicocyclina †, aceptado como Helicolepidina
- Helicolepidinoides †, aceptado como Helicostegina
- Isorbitoina †, aceptado como Nephrolepidina
- Multicyclina †, aceptado como Nephrolepidina
- Neolepidina †, aceptado como Nephrolepidina
- Polyorbitoina †, aceptado como Polylepidina
- Triplalepidina †, aceptado como Nephrolepidina